# Zenjibu-ji
Zenjibu-ji (禅師峰寺) est le 32e temple du pèlerinage de Shikoku. Il situé sur la municipalité de Nankoku, préfecture de Kōchi, au Japon.
Le nom zenjibu-ji signifie « temple du sommet des maîtres ch'an », il appartient donc au rite zen du bouddhisme.
On y accède depuis le temple no 31, Chikurin-ji, après une marche d'environ 6 km. Il est situé sur une colline à une altitude de 89 m. La terrasse offre une vue sur la baie de Tosa.
Selon la tradition, Gyōki a fondé ce temple au début du IXe siècle et sculpté l'image principale, Jūichimen Kannon Bosatsu, qu'on vient prier pour la sécurité des marins.
En 2015, le Zenjibu-ji est désigné Japan Heritage avec les 87 autres temples du pèlerinage de Shikoku.